# Мінська губернія
Мінська губе́рнія — історична адміністративно-територіальна одиниця Російської імперії в 1793—1921 рр.
Разом з Віленською, Ковенською, Гродненською, Могильовською та Вітебською губерніями утворювала Північно-Західний край. На початку XX століття площа її території становила 91 213 км², а чисельність населення — 2 539 100 чоловік.
Мінська губернія знаходилась між 51°, 24, і 55°, 7' північної широти, і 42°, 52' і 48° 18' довготи. Губернія займала до 79.709 верст².
Сусідні губернії — Віленська, Гродненська, Волинська, Київська, Чернігівська, Могилівська,Вітебська.

## Адміністративно-територіальний поділ
У складі губернії дев'ять міст, одне губернське ˗ Мінськ, вісім — повітових. Містечок — 118, селищ — 15.121, сіл — 2.983, околиць — 2.162.
- Бобруйський повіт
- Борисовський повіт
- Ігуменський повіт
- Мінський повіт
- Мозирський повіт
- Новогрудський повіт
- Пінський повіт
- Річицький повіт
- Слуцький повіт

Кожен із цих повітів, не рахуючи Бобруйського та Новогрудського, поділялися на три стани; Бобруйський же на чотири, а Новогрудський на п'ять.
- Вілейський повіт, 1795 р. (пізніше територія увійшла в Мінський повіт та в Вілейський повіт, Віленської губернії)
- Давид-Городоцький повіт, 1795 р. (пізніше територія увійшла в Пінський та Мозирський повіти)
- Докшицький повіт, 1795 р. (пізніше територія увійшла в Борисовський повіт та у Вілейський повіт Віленської губернії)
- Несвіжський повіт, 1795 р. (пізніше територія увійшла в Слуцький та частково в Мінський повіт)
- Поставський повіт, 1795 р. (пізніше територія увійшла в Дісненський та Вілейський повіти Віленської губернії)
- Дісненський повіт, 1795 р. (пізніше Віленської губернії)

## Населення
| Розподіл населення в містах губернії за мовою (перепис 1897 року) | Розподіл населення в містах губернії за мовою (перепис 1897 року) | Розподіл населення в містах губернії за мовою (перепис 1897 року) | Розподіл населення в містах губернії за мовою (перепис 1897 року) | Розподіл населення в містах губернії за мовою (перепис 1897 року) | Розподіл населення в містах губернії за мовою (перепис 1897 року) | Розподіл населення в містах губернії за мовою (перепис 1897 року) |
| Місто                                                             | Білоруська                                                        | Російська                                                         | Їдиш                                                              | Польська                                                          | Інша                                                              |                                                                   |
| ----------------------------------------------------------------- | ----------------------------------------------------------------- | ----------------------------------------------------------------- | ----------------------------------------------------------------- | ----------------------------------------------------------------- | ----------------------------------------------------------------- | ----------------------------------------------------------------- |
| Мінськ                                                            | 9.0 %                                                             | 25.5 %                                                            | 51.2 %                                                            | 11.4 %                                                            | 2.9 %                                                             |                                                                   |
| Бобруйськ                                                         | 4.9 %                                                             | 17.3%                                                             | 60.2 %                                                            | 14.1%                                                             | 3.5 %                                                             |                                                                   |
| Борисов                                                           | 15.3%                                                             | 13.8%                                                             | 51.3 %                                                            | 14.8%                                                             | 4.8 %                                                             |                                                                   |
| Докшиці                                                           | 10.2%                                                             | 0.9 %                                                             | 59.9%                                                             | 26.7%                                                             | 2.3 %                                                             |                                                                   |
| Ігумен                                                            | 15.2%                                                             | 5.1%                                                              | 68.6%                                                             | 9.2%                                                              | 1.9 %                                                             |                                                                   |
| Мозир                                                             | 8.9%                                                              | 8.0%                                                              | 69.2 %                                                            | 13.3%                                                             | 0.6 %                                                             |                                                                   |
| Новогрудок                                                        | 18.7%                                                             | 1.5%                                                              | 52.3%                                                             | 25.1%                                                             | 6.3 %                                                             |                                                                   |
| Пінськ                                                            | 3.1%                                                              | 2.8%                                                              | 70.9%                                                             | 22.7%                                                             | 1.5 %                                                             |                                                                   |
| Річиця                                                            | 20.4%                                                             | 10.6%                                                             | 57.4 %                                                            | 7.0%                                                              | 0.2 %                                                             |                                                                   |
| Слуцьк                                                            | 6.8%                                                              | 7.7 %                                                             | 58.3%                                                             | 26.6%                                                             | 0.6 %                                                             |                                                                   |
| Несвіж                                                            | 10.6%                                                             | 5.9%                                                              | 45.1%                                                             | 34.8%                                                             | 3.6 %                                                             |                                                                   |
| Повітні столиці                                                   | 11.2%                                                             | 9.0%                                                              | 58.6%                                                             | 18.7%                                                             | 2.4%                                                              |                                                                   |

Селяни, переважно, жили бідно як вказує джерело, причиною цьому є «свойственная крестьянамъ западныхъ губерній лѣности и наклонности къ пьянству». Євреї, через заборону в 1846 році шинкарства по селам та селищам, перебиралися в міста та містечка, де займалися торгівлею та різного роду ремеслами; багато поселялося на державних та поміщицьких землях для землеробства. Татари жили в окремих слободах і виключно займались землеробством. Значна кількість їх слобод знаходились в Мінському та Новогрудському повітах. Цигани до 40-х років 19 ст. кочували по губернії, торгуючи кіньми. Але на 1848 рік вони осіли та займались переважно землеробством. Окрім перерахованих національностей в Мінській губернії проживали вюртембергскі колоністи, на 1848 рік їх кількість нараховувала 83 особи, які також займались землеробством.
За статистичними даним на 1887 рік, в багатьох місцевостях на території губернії зустрічалися курні хати, в яких люди, особливо зимою, жили разом з телятами, домашньою птицею, ягнятами.
Кількість населення губернії на 1845 рік — 1.001.210; на 1879 рік — 1.451.938, із них селян 939.105; на 1896 рік — 2.007.235; на 1898 рік — 1.120.638.
За працею російського військового статистика Олександра Ріттіха «Племенной состав контингентов русской армии и мужского населения Европейской России» 1875 року частка українців серед чоловіків призового віку Мінської губернії становила 9,69 %, білорусів — 54 %, поляків — 26,24 %, євреїв — 9,32 %, росіян — 0,34 %, татар — 0,20 %, німців — 0,16 %, циган — 0,01 %.

### Релігія

«Мапа народонаселення Мінської губернії за віросповіданнями» Олександра Ріттіха, 1864 рік

Віросповідання на 1860 рік:
| Віряни        | Кількість |
| ------------- | --------- |
| Православні   | 608 457   |
| Римо-католики | 270 837   |
| Юдеї          | 95 149    |
| Старовіри     | 3 985     |
| Мусульмани    | 2 409     |
| Протестанти   | 867       |

## Промисловість
Мінська губернія має в більшості болотисту місцевість та глиняний ґрунт, але клімат сприятливий для землеробства. Посіви льону та коноплі проводились для домашнього вжитку.
Городництво поширене повсюдно, в більшості ним займаються для власних потреб. В місті Мінськ городництвом переважно займаються татари, в Бобруйську старовіри. Садівництво поширювалось повсюдно але не мало промислового характеру, є особливою приналежністю кожного господарства, починаючи з селянина закінчуючи багатим землевласником. Особливістю садівництва Мінської губ. було те, що кожен садівник намагався розвести якомога більше різних фруктових дерев. Оскільки садівництво не мало промислового характеру, фрукти завозили з Малоросії.
Бджільництво було поширено по всій губернії, хоч і не мало промислового характеру. На 1897 рік бджолярів нараховувалось 11 740.
Значної ролі досяг лісовий промисел, яким займалися виключно євреї.
Скотарство в губ. займало важливе місце. Вівчарство було поширене по всій губернії.
Фабрики заводи. Ця промисловість обмежується лише потребами власної губернії. На 1860 рік фабрик та заводів нараховувалось 594; на 1879 рік — 623; на 1895 рік — 378; на 1912 рік — 493.
Ремісників на 1912 рік 61 485, з них в містах 20 842.

## Торгівля
Як і у більшості губерній Російської імперії, знаходилась в руках євреїв. Предметами торгів були хліб, льон, вино, худоба, дьоготь, деревина.

## Освіта
На 1848 рік в Мінську знаходилась Православна духовна семінарія, Римо-католицька семінарія, губернська гімназія, повітове училище, приходське училище, зразковий жіночий пансіон, школа для початкової освіти дівчат, єврейське училище.
В Новогрудку — Повітове дворянське училище, благородний жіночий пансіон, ланкастерське училище, приватний дівчачий пансіон.
В Слуцьку — повітове дворянське училище, приватний дівчачий пансіон.
В Ігумені — приходське училище.
В Борисові — приходське училище.
В Бобруйську — повітове дворянське училище.
В Мозирі — дворянське училище, приходське училище, пансіон благородних дівиць.
В Ричинці — приходське училище.
Учителів — 152. Учнів — 2 752.
На 1895 рік на території мінської губернії знаходилось 2 936 навчальних закладів; вчителів — 2 936, учнів — 67 404, серед яких жінок — 7 493.
Навчальних закладів на 1898 рік — 2 747. Порівняно із 1888 р. кількість дівчат, що навчалась збільшилась з 2 776 до 8 241 у 1898 році.

## Медицина
В кожному повітовому місті знаходились лікарні. У Мінську були благодійні заклади: Дім благодійного товариства, дитячий притулок, міська лікарня, відділ невиліковних, єврейська лікарня.
На 1887 — 23 лікарні, на 1895 рік — 48, аптек на 1896 рік — 72, із яких сільських — 24. Лікарів на 1896 рік — 230, із них одна жінка. Один лікар приходився на 1.466 жителів Мінська, в повітових містах — на 2.399, в повітах — на 20.246 жителів. На 1912 рік лікарів — 234, аптек — 97, з них 42 сільських. 1879 рік лікарів — 65, аптек — 33.
Ветеринарних лікарів на 1896 — 19, тобто на одного ветеринара в губернії припадало 144.928 голів худоби.

## Сучасність
Значна частина території колишньої губернії - в межах Білорусі, Березівська волость Мозирського повіту, Кухоцьковольська, Любешівська, Морочанська повністю та Радчицька, Теребежівська, Хоїнська волості частково Пінського повіту - в межах України.